# 데이터 바인딩
컴퓨터 프로그래밍에서 데이터 바인딩(data binding)은 제공자와 소비자로부터 데이터 원본을 결합시켜 이것들을 동기화하는 기법이다. XML 데이터 바인딩과 UI 데이터 바인딩에서처럼 각기 다른 언어의 2개의 데이터/정보 원본을 가지고 수행되는 것이 보통이다. UI 데이터 바인딩의 경우 동일 언어의, 그러나 논리 함수가 다른 데이터와 정보 객체가 하나로 묶인다.(예: 자바 UI 요소를 자바 객체와 묶는 것)
데이터 바인딩 프로세스에서 각 데이터 변화는 데이터에 묶인 요소에 의해 자동으로 반영된다. 데이터 바인딩이라는 용어는 또한 요소 내 데이터의 외부 표현이 변경되는 경우에도 사용되며 기반이 되는 데이터는 자동으로 이러한 변경을 반영하도록 업데이트된다. 한 예로 TextBox 요소에 변화가 생기면 기반이 되는 데이터 값을 수정하게 된다.

## 데이터 바인딩 프레임워크와 도구

### 델파이
- DSharp 서드 파티 데이터 바인딩 도구
- 오픈와이어 비주얼 라이트 바인딩 - 서드 파티 비주얼 데이터 바인딩 도구
- LiveBindings

### C#/ .NET
- 윈도우 프레젠테이션 파운데이션 (WPF)
- 블레이저(Blazor)

### 자바스크립트
- AngularJS
- Backbone.js
- BindingJS
- Datum.js[3]
- Ember.js
- 제네릭 데이터 바인더(Generic Data Binder)
- KnockoutJS
- 폴리머
- 리액트
- SAPUI5, OpenUI5
- Vue.js

### 자바
- 구글 웹 툴킷
- 자바FX Properties and Binding
- 이클립스JFace Data Binding
  - EMF Data Binding

### 오브젝티브-C
- AKABeacon iOS Data Binding framework

### 스칼라
- Binding.scala[4] Reactive data-binding framework for Scala

## 같이 보기
- XML 데이터 바인딩
- UI 데이터 바인딩

## 참고 자료
- Noyes, Brian (2006년 1월 12일). 《Data Binding with Windows Forms 2.0: Programming Smart Client Data Applications with .NET》. Pearson Education. ISBN 978-0-321-63010-0.